# Pseuduvarus
Pseuduvarus là một chi bọ cánh cứng trong họ Dytiscidae.
Chi này được Biström miêu tả khoa học năm 1988.

## Các loài
Các loài trong chi này gồm:
- Pseuduvarus secundus Bilardo & Rocchi, 2002
- Pseuduvarus vitticollis (Boheman, 1848)